# Coiffe d'infirmière

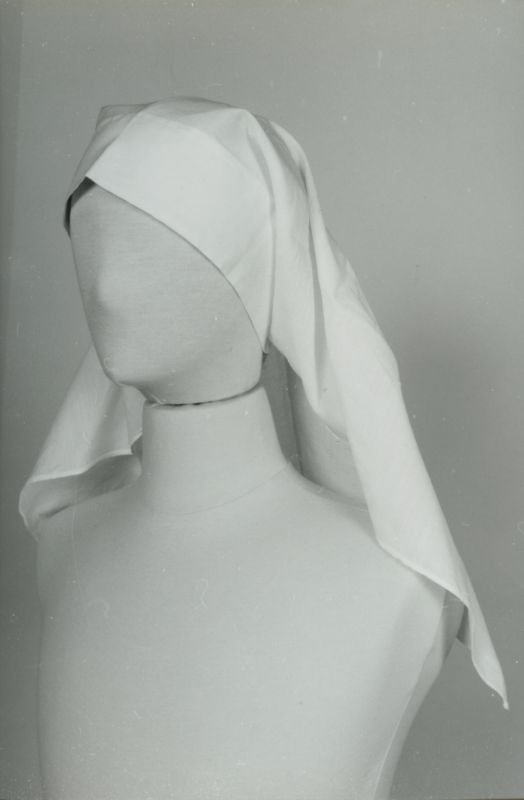
Voile d'infirmière à l'hôpital de la Salpétrière dans les années 1950

La coiffe d'infirmière (ou voile d'infirmière) est historiquement un accessoire traditionnel de la tenue professionnelle des infirmières en Europe et en Amérique du nord puis dans de nombreux autres pays dans le monde (nursing cap ou nurse's cap, en anglais). Ce couvre-chef, dont la couleur dominante est généralement le blanc a progressivement disparu pour laisser la tête nue ou être remplacée occasionnellement par une charlotte, un bonnet ou un calot médical.
À l’origine, ce couvre-chef, porté par des femmes appartenant à des congrégations religieuses, ressemblait plutôt à un voile, mais il a ensuite évolué vers une simple coiffe dans le courant du XIXe siècle avant de connaitre une très forte diminution, voire une disparition de son usage dans la plupart des établissements sanitaires à la fin du XXe siècle.

## Histoire

### En Europe

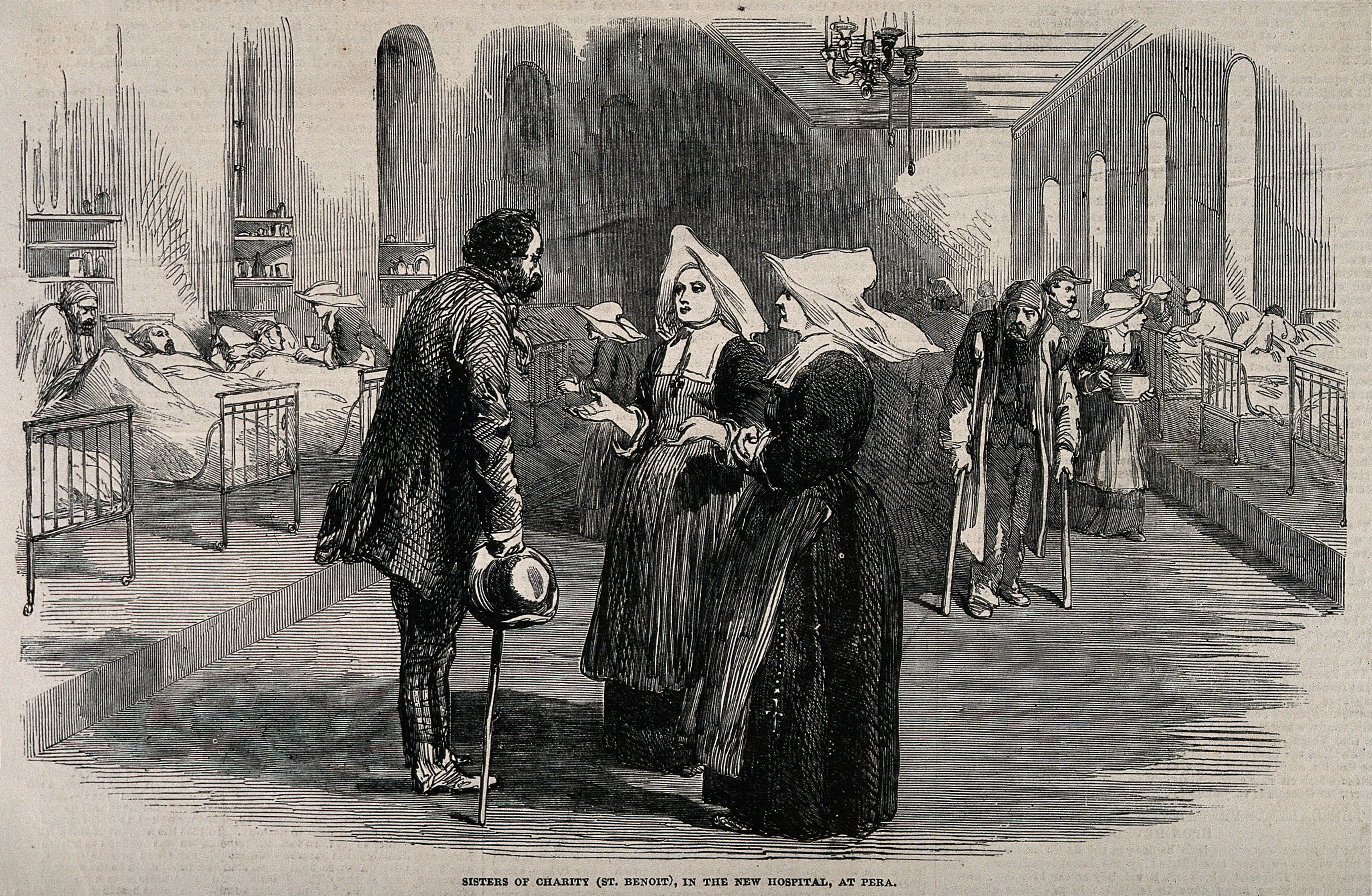
Sœurs de la Charité à l'hôpital du Péra à Istanbul en 1854

La Compagnie des Filles de la Charité, fondée en France en 1633 par saint Vincent de Paul, est restée un des ordres religieux le plus répandu dans les hôpitaux du 19e siècle dans ce pays. Leurs tenues étaient essentiellement de couleurs foncées sauf la cornette blanche caractéristique. Cette voile, quoique encombrante comme ouverture et peu convenable aux tâches soignantes, était un signe du dévouement à Dieu. Les infirmières de l’Assistance Publique, instituées par Bourneville et Mesureur, portaient des robes noires accompagnées par des fichus en calicot sur les épaules et un voile rappelant les voiles des soeurs soignantes de la charité. Au fil du temps, ces voiles s'amenuisèrent pour ne plus couvrir que le sommet de la tête.
Au Royaume-Uni, Florence Nightingale a évoqué la coiffe de l'infirmière, en expliquant qu'elle était indissociable de la profession. Lorsqu'elle organisa une mission à Scutari durant la Guerre de Crimée, elle exigea que ses infirmières portent un uniforme spécial et une coiffe.

### En Amérique

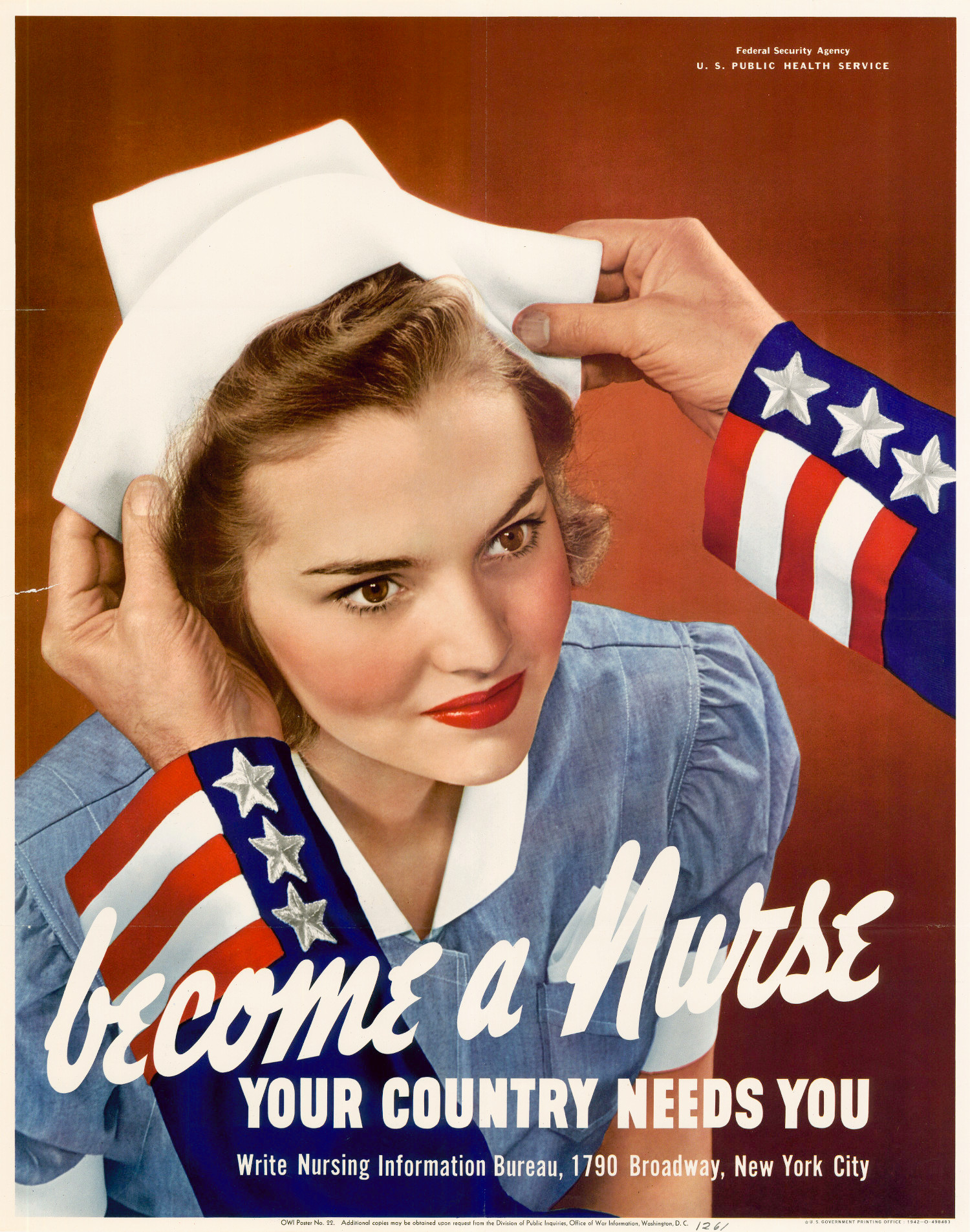
Affiche de propagande du gouvernement américain pendant la Seconde Guerre mondiale pour encourager les jeunes femmes à participer au corps de soins de santé de l'armée.

Les premières personnes faisant fonction d'infirmières au Canada étaient des religieuses catholiques en provenance d'Europe. Les Hospitalières, entièrement vouées au soin des malades, arrivèrent à Québec en 1639 pour y établir une mission médicale qui devint ensuite l'Hôtel-Dieu. Les Hospitalières introduisirent la toute première formation d'infirmières en Amérique du Nord. Ces religieuses portaient les coiffes qui faisaient partie de leur habit usuel mais qui plus tard devaient inspirer le modèle des coiffes des infirmières religieuses, puis des infirmières laïques. 
Dans les colonies britanniques d'Amérique, la plupart des femmes soignantes portaient un bonnet blanc, mais il n'existait pas de coiffure spéciale pour celles qui s'occupaient des malades. À la suite du premier programme de formation des infirmières basé sur le modèle de la formation dispensée dans les hôpitaux a été mis en œuvre en 1874 à la Mack Training School for Nurses à St. Catharines (Ontario), les infirmières diplômées durent, pour la première fois, revêtir un uniforme qui comprenait également une coiffe à bande noire.
Durant la Première Guerre mondiale, l’uniforme des infirmières canadiennes était composé d’une tunique bleue à double boutonnage, d’une longue jupe bleue faite de tissu robuste, avec des manchettes et un col blancs et d'un voile blanc. Les infirmières portaient fréquemment un tablier blanc par-dessus leur uniforme. Certaines remplaçaient le voile blanc par un grand chapeau ou un casque.

## Usage actuel
Utilisée jusqu'à la dernière décennie du XXe siècle (voire plus tard dans certains pays) l'usage de la coiffe semble avoir disparu de la plupart des établissements de soins, le port d'un uniforme unique, autrefois de couleur blanche ayant, lui aussi, évolué,.

## Expositions
Une salle du musée de la Grande Guerre, situé à Meaux, près de Paris, présente un uniforme complet de l’infirmière Sidonie Pocquet, qui exerça son service au sein de la Société Française de Secours aux Blessés Militaires. Elle reçut, à ce titre, la Médaille Commémorative et la médaille de l’Union des Femmes de France de la Croix-Rouge française. La coiffe représente un large bandeau cerné d'un voile blanc et décoré d'une petite croix rouge en son milieu. À la fin de leurs visites, les visiteurs qui le souhaitent sont invités à enfiler une coiffe d'infirmière et à poser parmi les soldats.
Le musée des Hospitalières situé à Montréal (Canada), présente de nombreuses oeuvres photographiques et picturales représentant des infirmières dans leurs habits traditionnels selon les époques et indiquant ainsi l'évolution de leurs coiffes depuis la fondation de la congrégation.
La collection du Musée de l'Assistance publique - Hôpitaux de Paris présente de nombreuses photographies représentant les promotions d'étudiant(e)s et les infirmières au travail, ainsi qu'un riche collection de vêtements.